# Leurus gracius
Leurus gracius là một loài tò vò trong họ Ichneumonidae.